# Pauri Garhwal
Pauri Garhwal är ett distrikt i Indien.   Det ligger i delstaten Uttarakhand, i den norra delen av landet, 220 km nordost om huvudstaden New Delhi. Antalet invånare är 687 271.
Följande samhällen finns i Pauri Garhwal:
- Kotdwāra
- Pauri
- Srīnagar
- Kālāgarh
- Lansdowne
- Dogadda
- Devaprayāg